# Sally T. Reynolds
Sally T. Reynolds  ( 1932 ) es una botánica, profesora australiana, que realiza investigaciones en el Herbario de los Jardines Botánicos de Brisbane.
- La abreviatura «S.T.Reynolds» se emplea para indicar a Sally T. Reynolds como autoridad en la descripción y clasificación científica de los vegetales.[3]